# وسمق (زرندیه)
وسمق روستایی است از توابع بخش خرقان شهرستان زرندیه در استان مرکزی ایران.

## جمعیت
این روستا در دهستان الویر قرار دارد و براساس سرشماری مرکز آمار ایران در سال ۱۳۸۵، جمعیت آن ۲۹۲ نفر (۱۲۳ خانوار) است.